# Hội nhiếp ảnh Ba Lan (1931–1939)
Hội nhiếp ảnh Ba Lan (Tiếng Ba Lan: Polskie Towarzystwo Fotograficzne, viết tắt là PTF) là hiệp hội nhiếp ảnh toàn quốc, tồn tại từ năm 1931 đến năm 1939, có tiền thân là Hội những người yêu nhiếp ảnh Ba Lan tại Warsaw .

## Hoạt động
Hội Nhiếp ảnh Ba Lan bắt đầu hoạt động từ năm 1931..
Hội Nhiếp ảnh Ba Lan đã tiến hành nhiều hoạt động triển lãm nhiếp ảnh , tổ chức các triển lãm cá nhân của các nghệ sĩ như Marian Dederko, J. Stalony-Dobrzański, J. Sunderland, thực hiện nhiều bài giảng, cuộc họp và hội thảo nhiếp ảnh . Hiệp hội Nhiếp ảnh Ba Lan có báo chí riêng, đó là tạp chí nhiếp ảnh Fotograf Polski  và Foto. Tổng biên tập của Fotograf Polski là Stanisław Schönfeld, sau đó là Tadeusz Cyprian, công ty Polska Press Fotograficzna là nhà xuất bản.
Năm 1934, Hội Nhiếp ảnh Ba Lan là đơn vị tổ chức Cuộc thi Nhiếp ảnh Quốc gia PTF đầu tiên, được tổ chức theo ba hạng mục: nghiệp dư, thâm niên và chuyên nghiệp. Năm 1939 - một vài tháng trước khi Chiến tranh Thế giới thứ hai bùng nổ , Hiệp hội Nhiếp ảnh Ba Lan chuyển đến một cơ sở mới tại số 12 phố Śniadeckich, Warszawa. Tiệm Nhiếp ảnh Quốc tế lần thứ 11 theo kế hoạch (1939) đã bị hủy bỏ do Thế chiến thứ hai bùng nổ.
Vào tháng 1 năm 1940, chính quyền Đức đã tịch thu và niêm phong trụ sở của Hiệp hội Nhiếp ảnh Ba Lan tại số 12 phố Śniadeckich, sau đó cơ sở bị chuyển đổi thành một căn hộ riêng. Các thiết bị và động sản khác thuộc sở hữu của PTF được các thành viên của Ban PTF cuối cùng bảo quản (gồm Zafia Chomętowska, Henryk Derczyński, Anna Jankowska, Tadeusz Jankowski, Zdzisław Marcinkowski, Kazimierz Niewiadomski, Brunon Wojciechowski) và các vật dụng đã bị phá hủy và hư hại nặng nề trong cuộc Khởi nghĩa Warszawa .

## Các thành viên thuộc Ban quản lý Hội Nhiếp ảnh Ba Lan
- H. Wojciechowski (giám đốc 1932);
- P. Lebiedziński (thành viên danh dự 1932);
- A. Dawidowski (giám đốc 1934);
- T. Cyprian (thành viên danh dự 1934);
- T. Bobrowski (giám đốc 1935);
- M. Dederko (giám đốc 1937);
- J. Gizowski (giám đốc 1939);

Nguồn.

## Triển lãm nổi bật
- Triển lãm các tác phẩm của các thành viên PTF lần thứ XLIX (1933);
- Triển lãm Nhiếp ảnh Liên Xô (1934);
- Tiệm Nhiếp ảnh Quốc tế lần thứ VIII (1935);
- Vẻ đẹp của Warszawa - cuộc thi triển lãm dưới sự bảo trợ của Stefan Starzyński (1937);
- X International Salon of Photography (1937);
- Triển lãm các tác phẩm của các thành viên PTF lần thứ LIV (1938);
- Triển lãm ảnh quê hương Ba Lan lần thứ nhất (1939);

Nguồn.